# Alida Withoos
Alida Withoos, död 1730, var en nederländsk konstnär.
Hon är känd för botaniska illustrationer. 